# Benzion Igel
Benzion Igel (* 18. März 1838 in Mościska/Galizien; † 1. Juli 1898 in Baden bei Wien) war ein aus Galizien stammender österreichischer Mathematiker.

## Leben
Benzion Igel wirkte von 1874 bis 1892 als mathematischer Konsulent bei den Lebensversicherungen Azienda und Phönix und war darüber hinaus ab 1879 Privatdozent für Theorie der Determinanten, Invarianten und Kovarianten, neuere Algebra und analytische Geometrie am k.k. Polytechnischen Institut, der heutigen Technischen Universität Wien
Am 6. Oktober 1888 wurde Benzion Igel als Mitglied (Matrikel-Nr. 2751) in die Gelehrtenakademie Leopoldina aufgenommen.

## Schriften
- Die Orthogonalen und einige ihnen verwandte Substitutionen. In: Denkschriften der Kaiserlichen Akademie der Wissenschaften, 39, 2, 1879, S. 29–40 (Digitalisat)
- Über eine Classe von Abel'schen Gleichungen. In: Denkschriften der Kaiserlichen Akademie der Wissenschaften, 45, 2, 1882, S. 373–385 (Digitalisat)
- Über ein Princip zur Erzeugung von Covarianten. In: Denkschriften der Kaiserlichen Akademie der Wissenschaften, 46, 2, 1883, S. 350–368 (Digitalisat)
- Über einige algebraische Formen, welche in der Theorie der Curven vom Geschlechte p = 0 auftreten. In: Sitzungsberichte der Akademie der Wissenschaften mathematisch-naturwissenschaftliche Klasse, 89, 2, 1884, S. 218–249 (Digitalisat)
- Zur Theorie eines simultanen Systems dreier binärer cubischer Formen. In: Denkschriften der Kaiserlichen Akademie der Wissenschaften, 49, 2, 1885, S. 277–297 (Digitalisat)
- Zur Theorie der Combinanten und zur Theorie der Jerrard’schen Transformation. In: Denkschriften der Kaiserlichen Akademie der Wissenschaften, 53, 2, 1887, S. 155–184 (Digitalisat)
- Über einige algebraische Reciprocitäts-Sätze. In: Denkschriften der Kaiserlichen Akademie der Wissenschaften, 54, 2, 1888, S. 75–92 (Digitalisat)